# Chaco tingua
Espèce
Chaco tingua est une espèce d'araignées mygalomorphes de la famille des Pycnothelidae.

## Distribution
Cette espèce est endémique de l'État de Rio de Janeiro au Brésil,. Elle se rencontre vers Nova Iguaçu.

## Description
Le mâle holotype mesure 4,20 mm et la femelle paratype 5,80 mm, les mâles mesurent de 3,85 à 4,20 mm et les femelles de 4,50 à 5,80 mm.

## Systématique et taxinomie
Cette espèce a été décrite par Indicatti, Folly-Ramos, Vargas, Lucas et Brescovit en 2015.

## Étymologie
Son nom d'espèce lui a été donné en référence au lieu de sa découverte, la réserve biologique Tinguá.

## Publication originale
- Indicatti, Folly-Ramos, Vargas, Lucas & Brescovit, 2015 : « Two new tiny Nemesiidae species from Reserva Biológica do Tinguá, Rio de Janeiro, Brazil (Araneae: Mygalomorphae). » Zoologia (Curitiba), vol. 32, no 2, p. 123-138 (texte intégral).